# Forza Italia (2013)
Forza Italia (FI) – włoska centroprawicowa partia polityczna formalnie utworzona 16 listopada 2013 z inicjatywy Silvia Berlusconiego, która zastąpiła jego poprzednie ugrupowanie – Lud Wolności. Nazwą nawiązuje do pierwszej inicjatywy politycznej byłego premiera, który kierował FI do czasu swojej śmierci w 2023.

## Historia
28 czerwca 2013 Silvio Berlusconi zadeklarował zamiar reaktywacji partii Forza Italia i przekształcenia Ludu Wolności w koalicję ugrupowań centroprawicowych. 18 września ogłosił utworzenie ugrupowania Forza Italia. 25 października 2013 Lud Wolności podjął decyzję o zawieszeniu działalności i przeformowaniu się w nową partię, a 16 listopada zadecydował o swoim rozwiązaniu. Dzień wcześniej część działaczy partii, w tym wszyscy jej ministrowie i około 60 parlamentarzystów, powołało formację pod nazwą Nowa Centroprawica.
Na dzień powstania akces do FI zgłosiło blisko 130 parlamentarzystów obu izb i kilkunastu eurodeputowanych. Partia formalnie stała się ugrupowaniem opozycyjnym. Samodzielnie wystartowała w wyborach europejskich w 2014, uzyskując 16,8% głosów (13 mandatów).
Przed wyborami krajowymi w 2018 Forza Italia współtworzyła centroprawicową koalicję, w skład której weszły Liga Północna, Bracia Włosi i blok małych partii centroprawicowych. Sojusz ten zwyciężył w wyborach z poparciem około 37%. Partia otrzymała po około 14% głosów w wyborach do każdej z izb, ustępując w ramach koalicji Lidze Północnej. Do parlamentu XVIII kadencji wprowadziła ponad 100 posłów i niespełna 60 senatorów z puli proporcjonalnej i większościowej. W wyborach do PE w 2019 partia zajęła czwarte miejsce (8,8% głosów i 7 mandatów).
W lutym 2021 partia dołączyła do szerokiej koalicji popierającej nowo powołany rząd Maria Draghiego, uzyskując w nim trzy stanowiska ministrów. W 2022 w trakcie kryzysu rządowego wszyscy ministrowie z FI wystąpili z ugrupowania. Formacja w wyborach w tym samym roku startowała ponownie w ramach koalicji centroprawicy, która uzyskała większość w parlamencie. Listy wyborcze FI do każdej z izb uzyskały ponad 8% głosów, partia wprowadziła 45 posłów i 18 senatorów. Partia współtworzyła następnie nową koalicję rządową, uzyskując w 2022 stanowiska w gabinecie Giorgii Meloni.
Silvio Berlusconi zmarł w czerwcu 2023; w następnym miesiącu na czele ugrupowania stanął Antonio Tajani. W pierwszych po zmianie przywództwa wyborach ogólnokrajowych (do PE X kadencji w 2024) formacja otrzymała 9,6% głosów i 8 mandatów.